# Dryosauridae
Dryosauridae ("dryosauridi") byli zástupci čeledi ornitopodních dinosaurů ze skupiny Iguanodontia.

## Popis
Žili od střední jury do spodní křídy. Vymřeli zhruba v době před 115 miliony let. Nejstarší fosilie zástupců této skupiny jsou staré zhruba 163 milionů let. Jsou známi z Evropy, Severní Ameriky a Afriky. Jednalo se o převážně bipední stádní býložravce menších až středních rozměrů.

## Rody
- Eousdryosaurus
- Callovosaurus
- Dryosaurus
- Dysalotosaurus
- Elrhazosaurus
- Iyuku
- Kangnasaurus
- Valdosaurus